# Киргистан на Светском првенству у атлетици на отвореном 2015.
Киргистан је учествовао на Светском првенству у атлетици на отвореном 2015. одржаном у Пекингу од 12. до 30. августа дванаести пут, односно учествовао је под данашњим именом на свим првенствима од 1993. до данас. Репрезентацију Киргистана представљало је једна атлетичарка, која се  такмичила у маратону,
На овом првенству Киргистан није освојио ниједну медаљу. Није било нових националних, личних и рекорда сезоне.

## Резултати

### Жене
| Атлетичарка      | Дисциплина | Лични рекорд | Квалификације | Квалификације | Полуфинале | Полуфинале | Финале   | Финале       | Детаљи |
| Атлетичарка      | Дисциплина | Лични рекорд | Резултат      | Место         | Резултат   | Место      | Резултат | Место        | Детаљи |
| ---------------- | ---------- | ------------ | ------------- | ------------- | ---------- | ---------- | -------- | ------------ | ------ |
| Јулија Андрејева | маратон    | 2:30:58      |               |               |            |            | 2:45:04  | 36 / 52 (67) |        |